# Linia kolejowa Boguszowice – Paruszowiec
Linia kolejowa nr 221 – przemysłowa linia kolejowa zarządzana przez spółkę Infra Silesia. Linia kolejowa jest poprowadzona od stacji Boguszowice do stacji Paruszowiec zarządzanej przez spółkę Kopalnia Piasku Kotlarnia - Linie Kolejowe.